# Bohumil Řezníček
Bohumil Řezníček (* 10. července 1922) je bývalý český silniční motocyklový závodník.

## Závodní kariéra
V místrovství Československa startoval v letech 1956-1963. V celkové klasifikaci skončil nejlépe na třetím místě ve třídě do 175 cm³ v roce 1960.

## Umístění
- Mistrovství Československa silničních motocyklů
  - 1956 do 175 cm³ - 7. místo
  - 1957 do 175 cm³ - 6. místo
  - 1958 do 175 cm³ - 11. místo
  - 1960 do 175 cm³ - 3. místo
  - 1961 do 175 cm³ - 10. místo
  - 1962 do 175 cm³ - 6. místo
  - 1963 do 175 cm³ - nebodoval